# Tổng công ty Du lịch Sài Gòn
Tổng Công ty Du lịch Sài Gòn - TNHH MTV (tiếng Anh: Saigontourist Group, viết tắt là Saigontourist) là một công ty được thành lập theo Quyết định số 1833/QĐ-UB-KT, ngày 30 tháng 3 năm 1999 của Ủy ban nhân dân Thành phố Hồ Chí Minh. Tổng công ty được thành lập bao gồm nhiều đơn vị thành viên, nhưng trong đó lấy Công ty Du lịch Thành phố Hồ Chí Minh làm nòng cốt.
Đây là một trong những doanh nghiệp hàng đầu trong lĩnh vực dịch vụ - du lịch, với những đóng góp tích cực trong sự nghiệp phát triển ngành du lịch cả nước. Các mô hình kinh doanh dịch vụ - du lịch cụ thể bao gồm lưu trú, nhà hàng, lữ hành, vui chơi giải trí, thương mại, xuất nhập khẩu, cửa hàng miễn thuế, vận chuyển, xây dựng, đào tạo nghiệp vụ du lịch & khách sạn, sản xuất & chế biến thực phẩm...Với đội ngũ cán bộ - công nhân viên toàn hệ thống trên 17.000 người cùng cơ sở vật chất hiện đại, Saigontourist hàng năm đón tiếp và phục vụ trên 2 triệu lượt khách, tổng doanh thu hàng năm khoảng 900 triệu USD.
Saigontourist được Tổng cục Du lịch Việt Nam, Bộ Văn hóa Thể thao Du lịch Việt Nam đánh giá là một trong những doanh nghiệp hàng đầu lĩnh vực du lịch về quy mô, tiềm lực, năng lực, kinh nghiệm cùng những đóng góp tích cực trong sự nghiệp phát triển ngành du lịch cả nước với nhiều mô hình dịch vụ như: lưu trú, nhà hàng, lữ hành, vui chơi giải trí, thương mại, đào tạo nghiệp vụ du lịch & khách sạn…

## Lịch sử hình thành Saigontourist
Công ty Du lịch Thành phố (Saigontourist) được hình thành và đi vào hoạt động ngày 1/8/1975 với 236 cán bộ - công nhân viên. Công ty đi vào hoạt động với 5 đơn vị gồm: khách sạn Cửu Long (khách sạn Majestic), khách sạn Bến Thành (khách sạn Rex), khách sạn Độc Lập (khách sạn Caravelle Sài Gòn), khách sạn Hữu Nghị (khách sạn Palace Sài Gòn) và khách sạn Bông Sen
Ngày 31/03/1999, theo quyết định của Ủy ban nhân dân Thành phố Hồ Chí Minh, Tổng Công ty Du lịch Sài Gòn được thành lập, bao gồm nhiều đơn vị thành viên, trong đó lấy Công ty Du lịch Thành phố Hồ Chí Minh làm nòng cốt.
Tổng Công ty Du lịch Sài Gòn tên tiếng Anh đầy đủ là Saigontourist Holding Company gọi tắt là Saigontourist
Ngày 15/7/2010, Ủy ban nhân dân Thành phố Hồ Chí Minh ra quyết định về việc phê duyệt Đề án chuyển đổi Tổng Công ty Du lịch Sài Gòn hoạt động theo mô hình Công ty mẹ - Công ty con thành Công ty TNHH một thành viên hoạt động theo hình thức Công ty mẹ - Công ty con. Năm 2019, vốn điều lệ của Saigontourist là hơn 6.400 tỷ đồng (hơn 278 triệu đô la Mỹ)
Tháng 10/2019, Ủy ban Nhân dân Thành phố chấp thuận đổi tên tiếng Anh của Tổng Công ty Du lịch Sài Gòn từ Saigontourist Holding Company thành Saigontourist Group

## Hệ thống Saigontourist
Saigontourist hiện nay là tập đoàn du lịch hàng đầu Việt Nam với hệ thống trên 100 đơn vị khách sạn, khu nghỉ dưỡng, nhà hàng, công ty lữ hành, khu giải trí, trường đào tạo du lịch, khu triển lãm hội nghị hội thảo, sân golf, truyền hình cáp.... Đội ngũ cán bộ - công nhân viên toàn hệ thống trên 17.000 người. Hàng năm, Saigontourist đón tiếp và phục vụ trên 3 triệu lượt khách, có quan hệ với hàng vạn đối tác lớn trong và ngoài nước, tổng doanh thu hàng năm trên 22.500 tỷ đồng, lợi nhuận trên 5.000 tỷ đồng.
Tính đến 2025, Saigontourist sở hữu 50 khách sạn 4-5sao với 7.550 phòng ngủ tại các tỉnh, thành phố có tiềm năng, lợi thế du lịch, với các thương hiệu khách sạn nổi tiếng. Tại thành phố Hồ Chí Minh, các khách sạn thuộc hệ thống Saigontourist gồm Caravelle, New World, Sheraton, Rex, Majestic, Grand, Continental, Đệ Nhất, Kim Đô, Đồng Khánh, Thiên Hồng, Liberty Central…
Các khách sạn, khu nghỉ dưỡng tại các tỉnh như khách sạn Sài Gòn - Hạ Long, khách sạn Majestic Móng Cái (tỉnh Quảng Ninh), khu nghỉ dưỡng Sài Gòn – Ba Bể (tỉnh Bắc Kạn), khu nghỉ dưỡng Sài Gòn - Bản Giốc (tỉnh Cao Bằng), khách sạn Sài Gòn – Phú Thọ (tỉnh Phú Thọ), khách sạn Sài Gòn - Kim Liên, khu nghỉ dưỡng Saigon KimLien Resort (tỉnh Nghệ An), khách sạn Sài Gòn – Quảng Bình (tỉnh Quảng Bình), khách sạn Sài Gòn – Đông Hà (tỉnh Quảng Trị), khách sạn Sài Gòn – Morin – Huế (thành phố Huế), khách sạn Saigontourane (thành phố Đà Nẵng), khách sạn Sài Gòn - Quy Nhơn (tỉnh Bình Định), khách sạn Sài Gòn – Ban Mê (tỉnh Đắk Lắk), khách sạn Sài Gòn - Đà Lạt (tỉnh Lâm Đồng), khu nghỉ dưỡng Sài Gòn - Ninh Chữ (tỉnh Ninh Thuận), khu nghỉ dưỡng Sài Gòn - Mũi Né (tỉnh Bình Thuận), khu du lịch Bình Châu – Hồ Cốc, khu nghỉ dưỡng Sài Gòn – Hồ Cóc (tỉnh Bà Rịa Vũng Tàu), khu nghỉ dưỡng Sài Gòn – Côn Đảo (huyện Côn Đảo - tỉnh Bà Rịa Vũng Tàu), khách sạn Sài Gòn – Vĩnh Long (tỉnh Vĩnh Long) khách sạn Sài Gòn - Cần Thơ (thành phố Cần Thơ), khách sạn Sài Gòn – Rạch Giá (tỉnh Kiên Giang), khu nghỉ dưỡng Sài Gòn - Phú Quốc (huyện đảo Phú Quốc – tỉnh Kiên Giang)… Các khách sạn/khu nghỉ dưỡng do Saigontourist điều hành quản lý theo tiêu chuẩn "Bộ Quy trình quản lý khách sạn 5 sao theo tiêu chuẩn Saigontourist".
Đối với hoạt động lữ hành, Tổng Công ty quản lý Công ty Dịch vụ Lữ hành Saigontourist là doanh nghiệp lữ hành quy mô và uy tín nhất Việt Nam hiện nay. Năm 2019, Lữ hành Saigontourist có 25 văn phòng chi nhánh trên khắp cả nước.
Saigontourist sở hữu cụm Làng Du lịch Bình Quới, đơn vị duy nhất trong hệ thống hoạt động chuyên về ẩm thực Việt Nam và ẩm thực các vùng miền trong cả nước. Làng Du lịch Bình Quới gồm năm khu du lịch với hệ thống các nhà hàng mở bao quanh bởi khung cảnh thiên nhiên xanh mát hiếm hoi tại Thành phố Hồ Chí Minh. Bên cạnh năm khu du lịch, Làng Du lịch Bình Quới còn sở hữu Tàu Sài Gòn, cũng chuyên phục vụ ẩm thực Việt trên sông nước Sài Gòn và đội canô phục vụ du lịch đường sông tại Tp. Hồ Chí Minh phối hợp cùng Lữ hành Saigontourist.
Bên cạnh đó, Saigontourist còn sở hữu các đơn vị hoạt động trong các lĩnh vực giải trí thể thao, đào tạo như Công viên văn hóa Đầm Sen, Khu du lịch sinh thái Vàm Sát, Công ty LD Hoa Việt (Golf Thủ Đức), Trung tâm Hội chợ & Triển lãm Sài Gòn (SECC), Công ty TNHH Truyền hình Cáp Saigontourist, Trường Trung cấp Du lịch và Khách sạn Saigontourist và các câu lạc bộ trò chơi có thưởng (bingo club)
Khách hàng mục tiêu của Saigontourist: Đối với Saigontourist, khách hàng mà doanh nghiệp muốn hướng đến là những người từ 18 tuổi trở lên với mức thu nhập ủa họ từ 5 triệu đồng/ 1 tháng và nhóm khách gia đình. Những người này thường có xu hướng thích đi du lịch, muốn khámphá những điều hay ho tại các vùng đất khác nhau. Đặc biệt nhu cầu của họ là tiết kiệm chi phí khi du lịch và mong muốn có được chất lượng dịch vụ cao. Qua mùa dịch vừa qua, nhu cầu du lịch của mọi người cao hơn và đây chính là thờiđiểm mà Saigontourist thuận lợi để nhắm vào các khách hàng mục tiêu của họ. Không những thế, với giá cả phải chăng và chất lượng dịch vụ tốt thì có thế giúp cho doanh nghiệp thu hút được tương đối các khách hàng tiềm năng.

## Các chương trình hoạt động khác của Saigontourist
Saigontourist có nhiều đóng góp vào sự thành công của các sự kiện quan trọng của Việt Nam và Tp. Hồ Chí Minh, như phối hợp tổ chức thành công sự kiện SEA Games lần thứ 22, Diễn đàn Hợp tác Kinh tế châu Á - Thái Bình Dương APEC lần thứ 14, hội nghị AJBM lần thứ 35, Asian Indoor Games III, Hội nghị lần thứ ba các Quan chức cao cấp và Hội nghị Bộ trưởng Doanh nghiệp nhỏ và vừa APEC 2017, Chương trình "Những ngày Thành phố Hồ Chí Minh" tại Nhật Bản, Hàn Quốc, Lào, phục vụ Hội nghị thượng đỉnh Mỹ - Triều…
Từ năm 2004 đến nay, Ủy ban nhân dân Thành phố Hồ Chí Minh liên tục giao cho Saigontourist chủ trì tổ chức Lễ hội Tết Nguyên Đán tại Trung tâm Thành phố mà tâm điểm là Đường hoa Nguyễn Huệ, một sự kiện du lịch, văn hóa, giải trí quan trọng thu hút hàng triệu người dân Thành phố, khách du lịch trong và ngoài nước đến tham quan thưởng lãm.
Công tác môi trường, phát triển bền vững luôn được Saigontourist đặc biệt quan tâm. Từ năm 2004, Saigontourist đã áp dụng chương trình quản lý môi trường theo tiêu chuẩn ISO 14001, sử dụng tiết kiệm, hiệu quả nguồn tài nguyên, góp phần theo đuổi sự phát triển du lịch bền vững của du lịch Việt Nam. Năm 2019, hưởng ứng lời kêu gọi của Thành ủy và Ủy ban Nhân dân TP. Hồ Chí Minh, Saigontourist phát động tất cả đơn vị thành viên tham gia chương trình hành động – Saigontourist nói không với sản phẩm nhựa sử dụng một lần, phát động tất cả đơn vị thành viên trong hệ thống thay thế các sản phẩm nhựa sang các sản phẩm tái chế hoặc tự hủy sinh học
Bên cạnh công tác kinh doanh hàng năm Saigontourist trích trên hàng chục tỉ đồng tổ chức các hoạt động xã hội hướng đến cộng đồng nằm trong chuỗi Chương trình "Saigontourist vì cộng đồng", thể hiện sự quan tâm và trách nhiệm của Saigontourist đối với cộng đồng, đối với xã hội như Giải Golf thường niên Saigontourist gây quỹ học bổng cho học sinh nghèo - hiếu học, Ngày hội Trung thu cho trẻ em nghèo, Học bổng Saigontourist…
Là thành viên chính thức của các tổ chức du lịch thế giới như PATA, JATA, USTOA đồng thời với mối quan hệ hợp tác với hàng vạn đối tác hàng đầu quốc tế, Saigontourist tập trung vào việc gia tăng phát triển các thị trường trọng điểm, tiềm năng; khai phá, mở rộng và phát triển các thị trường mới trong và ngoài nước.

## Thành tích của Saigontourist
Saigontourist được Tổng cục Du lịch Việt Nam, Bộ Văn hóa Thể thao Du lịch Việt Nam đánh giá là một trong những doanh nghiệp hàng đầu lĩnh vực du lịch về quy mô, tiềm lực, năng lực, kinh nghiệm cùng những đóng góp tích cực trong sự nghiệp phát triển ngành du lịch cả nước với nhiều mô hình dịch vụ như: lưu trú, nhà hàng, lữ hành, vui chơi giải trí, thương mại, đào tạo nghiệp vụ du lịch & khách sạn…
Saigontourist và các đơn vị thành viên đã được trao tặng hàng ngàn danh hiệu cao quý trong và ngoài nước.Bình quân hằng năm có khoảng 3 đơn vị và cá nhân được tặng thưởng Huân chương Lao động, khoảng 5 đơn vị được bằng khen/cờ Chính phủ, khoảng 20 đơn vị được bằng khen của Ủy ban nhân dân Thành phố Hồ Chí Minh, Tổng cục Du lịch, trên 5 đơn vị đạt giải thưởng Top ten Lữ hành và Top ten Khách sạn do Tổng cục Du lịch, Hiệp hội Du lịch Việt Nam trao tặng cùng hàng trăm bằng khen
dành cho cán bộ - công nhân viên. Đặc biệt, năm 2012 Tổng Công ty vinh dự đón nhận Tập thể Anh hùng Lao động của Chủ tịch Nước CHXHCN Việt Nam.
Nhiều đơn vị khách sạn, khu nghỉ dưỡng, nhà hàng, công ty lữ hành thuộc Saigontourist liên tục được xếp vị trí đầu trong cuộc bình chọn của Tổng cục Du lịch, Hiệp hội Du lịch Việt Nam
Một số giải thưởng lớn Saigontourist được trao tặng:
- 1/7/2000, Doanh nghiệp hạng đặc biệt
- Năm 2005, Huân chương Độc Lập Hạng Nhì của Chủ tịch Nước CHXHCN Việt Nam
- Năm 2012, Huân chương Độc lập Hạng Nhất của Chủ tịch Nước CHXHCN Việt Nam
- Năm 2013, Tập thể Anh hùng Lao động của Chủ tịch Nước CHXHCN Việt Nam.
- Năm 2014, Bằng khen của Ủy ban nhân dân Thành phố Hồ Chí Minh.
- Năm 2015, Cờ thi đua của Thủ tướng Chính phủ.
- Năm 2016, Bằng khen của Ủy ban nhân dân Thành phố Hồ Chí Minh.
- Năm 2016, danh hiệu "Doanh nghiệp phát triển bền vững".
- Năm 2017, Bằng khen của Ủy ban nhân dân Thành phố Hồ Chí Minh.
Lĩnh vực kinh doanh
· Khách sạn và Khu Nghỉ dưỡng
· Nhà hàng, ẩm thực
· Lữ hành
· Giải trí, thể thao
· Đào tạo
Chủ tịch Hội đồng Quản trị Saigontourist qua các thời kỳ:
- 1996 - 2006: Ông Đỗ Văn Hoàng
- 2006 – 2010: Ông Lê Văn An
Chủ tịch Hội đồng Thành viên Saigontourist qua các thời kỳ (sau khi chuyển thành Công ty TNHH Một thành viên):
- 2010 - 2014: Ông Lê Văn An
- 2014 – 2016: Ông Nguyễn Anh Tuấn
- 2016 – nay: Ông Phạm Huy Bình
Tổng Giám đốc Saigontourist qua các thời kỳ:
- 1975 - 1986: Ông Nguyễn Quyền Sinh
- 1986 – 1996: Ông Dương Văn Đầy
- 1996 – 2003: Ông Đỗ Văn Hoàng
- 2003 – 2011: Ông Nguyễn Hữu Thọ
- 2011 – 2018: Ông Trần Hùng Việt
- 2019 – 2022: Ông Nguyễn Bình Minh
- 2023 - nay: Ông Trương Đức Hùng

## Bộ máy tổ chức
Trụ sở chính của đơn vị nằm tại số 23, Lê Lợi, phường Sài Gòn, Thành phố Hồ Chí Minh.

### Đơn vị thành viên
- Khách sạn và Du lịch: Ngành nghề kinh doanh chính

Khu vực miền Nam
| Tên đơn vị                                                                      | Năm xây dựng | Ghi chú | Vị trí (Tỉnh, thành phố)      |
| ------------------------------------------------------------------------------- | ------------ | ------- | ----------------------------- |
| Khách sạn Majestic                                                              | 1925         | 5 sao   | Quận 1, TP Hồ Chí Minh        |
| Khách sạn Rex                                                                   | 1927         | 5 sao   | Quận 1, TP Hồ Chí Minh        |
| Khách sạn Grand Sài Gòn                                                         | 1930         | 5 sao   | Quận 1, TP Hồ Chí Minh        |
| Khách sạn Caravelle                                                             | 1957         | 5 sao   | Quận 1, TP Hồ Chí Minh        |
| Khách sạn New World Saigon                                                      | 1991         | 5 sao   | Quận 1, TP Hồ Chí Minh        |
| Khách sạn Sheraton Saigon                                                       | 1996         | 5 sao   | Quận 1, TP Hồ Chí Minh        |
| Khách sạn Pullman Saigon Centre                                                 | 2011         | 5 sao   | Quận 1, TP Hồ Chí Minh        |
| Khách sạn Continental                                                           | 1880         | 4 sao   | Quận 1, TP Hồ Chí Minh        |
| Khách sạn Kim Đô                                                                | 1897         | 4 sao   | Quận 1, TP Hồ Chí Minh        |
| Khách sạn Oscar Sài Gòn                                                         | 1966         | 4 sao   | Quận 1, TP Hồ Chí Minh        |
| Khách sạn Đệ Nhất                                                               |              | 4 sao   | Quận Tân Bình, TP Hồ Chí Minh |
| Khách sạn Palace                                                                | 1968         | 4 sao   | Quận 1, TP Hồ Chí Minh        |
| Khách sạn Liberty Saigon Riverside                                              |              | 4 sao   | Quận 1, TP Hồ Chí Minh        |
| Khách sạn Liberty Centre Saigon                                                 |              | 4 sao   | Quận 1, TP Hồ Chí Minh        |
| Khách sạn Novotel                                                               | 2010         | 4 sao   | Quận 3, TP Hồ Chí Minh        |
| Khách sạn Sài Gòn Phú Quốc Lưu trữ ngày 28 tháng 5 năm 2018 tại Wayback Machine | 1999         | 4 sao   | Phú Quốc, Kiên Giang          |
| Khách sạn Sài Gòn Rạch Giá                                                      |              | 4 sao   | Rạch Giá, Kiên Giang          |
| Khu nghỉ dưỡng Hồ Cốc BEACH                                                     |              | 4 sao   | Bình Châu, Bà Rịa – Vũng Tàu  |
| Khách sạn Đồng Khánh                                                            |              | 3 sao   | Quận 5, TP Hồ Chí Minh        |
| Khách sạn Thiên Hồng - Bát Đạt                                                  | Trước 1975   | 3 sao   | Quận 5, TP Hồ Chí Minh        |
| Khu nghỉ dưỡng Cần Giờ                                                          |              | 3 sao   | Cần Giờ, TP Hồ Chí Minh       |
| Khách sạn Sài Gòn                                                               |              | 3 sao   | Quận 1, TP Hồ Chí Minh        |
| Khách sạn Bông Sen                                                              |              | 3 sao   | Quận 1, TP Hồ Chí Minh        |
| Khách sạn Quê hương - Liberty 2                                                 |              | 3 sao   | Quận 1, TP Hồ Chí Minh        |
| Khách sạn Quê hương - Liberty 3                                                 |              | 3 sao   | Quận 1, TP Hồ Chí Minh        |
| Khách sạn Quê hương - Liberty 4                                                 |              | 3 sao   | Quận 1, TP Hồ Chí Minh        |
| Khách sạn Sài Gòn - Cần Thơ                                                     |              | 3 sao   | Ninh Kiều, Cần Thơ            |
| Khách sạn Sài Gòn Vĩnh Long                                                     | 2018         | 4 sao   | TP Vĩnh Long, Vĩnh Long       |
| Khách sạn Sài Gòn - Côn Đảo                                                     |              | 3 sao   | Côn Đảo, Bà Rịa – Vũng Tàu    |
| Cụm khách sạn Chợ Lớn                                                           |              | 3 sao   | Quận 5, TP Hồ Chí Minh        |
| Cụm khách sạn Thanh Bình                                                        |              | 3 sao   | Quận Tân Bình, TP Hồ Chí Minh |
| Khách sạn Trung Mai                                                             |              | 3 sao   | Quận 5, TP Hồ Chí Minh        |

Khu vực miền Trung
| Tên đơn vị                             | Năm xây dựng | Ghi chú | Vị trí (Tỉnh, thành phố) |
| -------------------------------------- | ------------ | ------- | ------------------------ |
| Khu du lịch Sài Gòn - Mũi Né           |              | 4 sao   | Phan Thiết, Bình Thuận   |
| Khách sạn Sài Gòn - Ninh Chữ           |              | 4 sao   | Ninh Hải, Ninh Thuận     |
| Khách sạn Sài Gòn - Đà Lạt             |              | 4 sao   | Đà Lạt, Lâm Đồng         |
| Khách sạn Yasaka - Sài Gòn - Nha Trang |              | 4 sao   | Nha Trang, Khánh Hòa     |
| Khách sạn Sài Gòn - Ban Mê             |              | 4 sao   | Buôn Ma Thuột, Đắk Lắk   |
| Khách sạn Sài Gòn - Phú Yên            |              | 4 sao   | Tuy Hòa, Phú Yên         |
| Khách sạn Sài Gòn - Quy Nhơn           |              | 4 sao   | Quy Nhơn, Bình Định      |
| Khách sạn Sài Gòn - Morin              |              | 4 sao   | Huế, Thừa Thiên Huế      |
| Khách sạn Sài Gòn - Quảng Bình         |              | 4 sao   | Đồng Hới, Quảng Bình     |
| Khách sạn Sài Gòn - Đông Hà            |              | 4 sao   | Đông Hà, Quảng Trị       |
| Khu nghỉ dưỡng Sài Gòn - Kim Liên      |              | 4 sao   | Cửa Lò, Nghệ An          |
| Khách sạn Sài Gòn - Kim Liên           |              | 4 sao   | Cửa Lò, Nghệ An          |
| Khách sạn Saigontourane                |              | 4 sao   | Quận Hải Châu, Đà Nẵng   |

Khu vực miền Bắc
| Tên đơn vị                  | Năm xây dựng | Ghi chú | Vị trí (Tỉnh, thành phố) |
| --------------------------- | ------------ | ------- | ------------------------ |
| Khách sạn Sài Gòn Hạ Long   |              | 4 sao   | Hạ Long, Quảng Ninh      |
| Khách sạn Majestic Móng Cái |              | 5 sao   | Móng Cái, Quảng Ninh     |
| Khách sạn Sài Gòn - Phú Thọ |              | 4 sao   | Việt Trì, Phú Thọ        |

## Tổng Công ty Du lịch Sài Gòn (Saigontourist):
- 23 Lê Lợi, Phương Sài Gòn,  TP. Hồ Chí Minh, Việt Nam ĐT: (84.028) 3822 5887, Fax: (84.028) 3824 3239, Email: info@saigontourist.com.vn Website: www.saigontourist.com.vn